# Talharpa

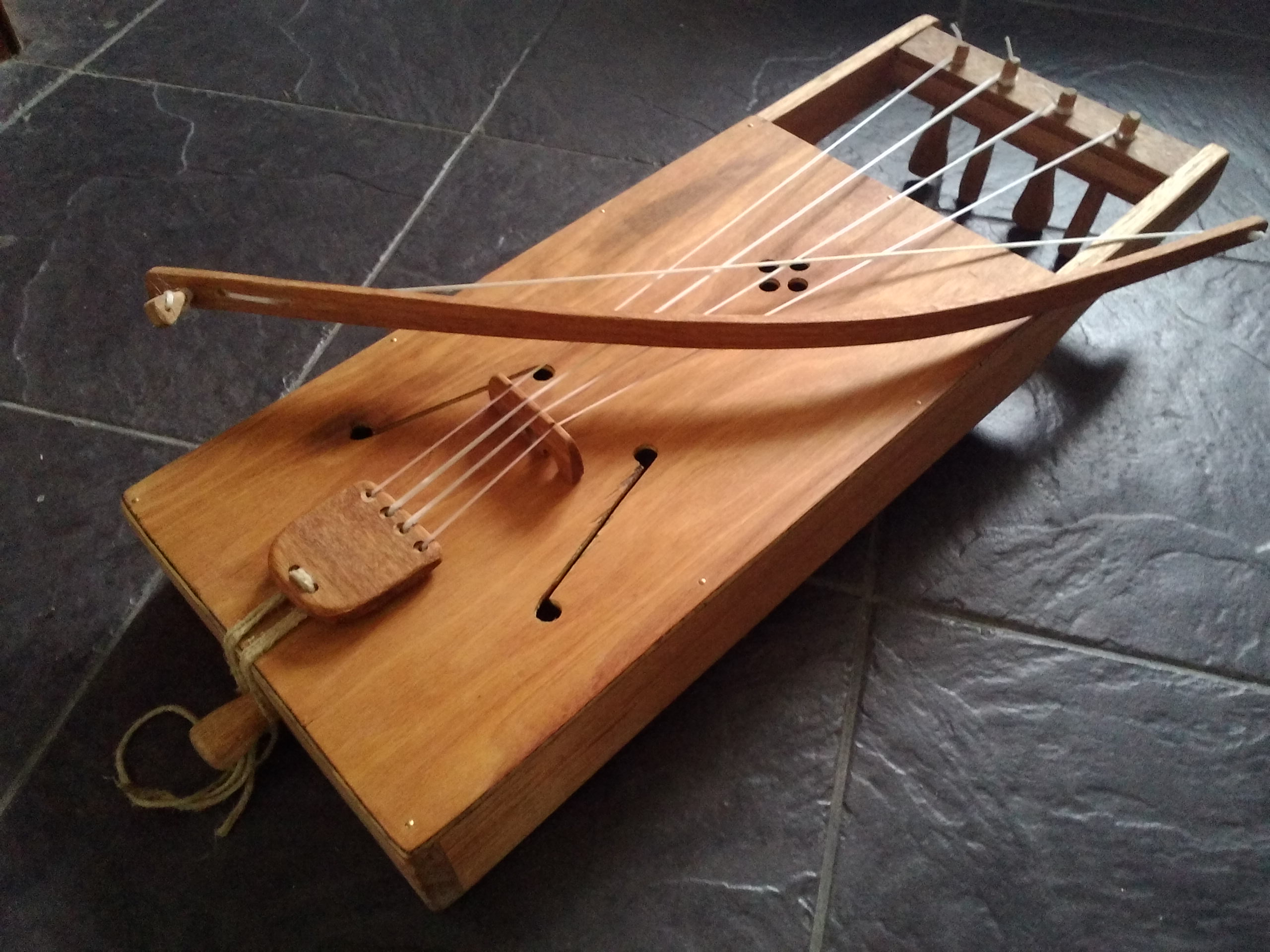
Talharpa

De talharpa is een traditioneel muziekinstrument uit de regio rond de Oostzee. Het is een lier met vier snaren die met een strijkstok bespeeld worden. Vroeger was de talharpa wijdverbreid in Scandinavië. Tegenwoordig wordt hij vooral in Estland bespeeld, voornamelijk door mensen van Zweedse afkomst. Het instrument vertoont overeenkomsten met de Finse jouhikko en de Welshe crwth. Het verschil is dat de talharpa geen toets heeft. Alternatieve namen zijn tagelharpa ("staarthaar-harp") en stråkharpa ("strijkharp").